# Дарфурський султанат

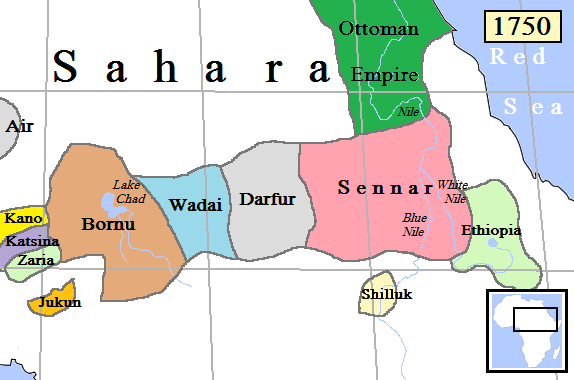
Дарфурський султанат серед сусідніх держав

Дарфурський султанат (араб. سلطنة دارفور) — султанат, що існував з початку XVI століття до 1916 у західній частині сучасного Судану. Виник на основі султанату Кордофан.

## Історія
У XVI столітті султанат знаходився в залежності від Канем-Борно, потім від Сеннару.
На XVII століття припав період розквіту, коли султанат очолив Сулайман Солонг (1596-1637), представник клану Кейра. Під час його правління іслам був оголошений державною релігією.
Політика Ахмед Бакр (1682-1722) онука Сулаймана, (заохочення імміграції з Канем-Борно та султанату Багірмі), сприяла подальшому економічному процвітанню країни. Тоді кордони султанату на сході розширилися аж до річки Атбара.
Такі правителі вели війни з Сеннару та Вадай. В XVIII столітті правителі Дарфуру зробили спробу захопити Фунджі, проте не просунулися далі Омдурману.
У 1799 правитель Адб-ель-Рахман привітав Наполеона Бонапарта з розгромом мамлюкського Єгипту. У відповідь Наполеон попросив султана прислати йому 2 000 міцних чорних рабів-воїнів у віці 16 років.
У 1874 після поразки Ібрагіма Карада султанат опинився під владою Єгипту, що викликало невдоволення широких верств населення. Тільки до 1879 генералу-губернатору Судану Чарльзу Гордону вдалося придушити повстання, запропонувавши відновити правління історичної династії. Однак його обіцянка не була виконана і в 1881 новим генералом-губернатором став Слатін-бей (Рудольф Карл фон Слатін), який був змушений придушити повстання Махді (1881—1885) на чолі з Мухаммедом Ахмедом.
У 1883—1885 султанат входив до складу махдіської держави.
Після захоплення у вересні 1898 Судану Великою Британією Дарфурський султанат зберігав формальну незалежність. Його правителем був оголошений Алі Динар, який під час махдіського повстання перебував у в'язниці в Омдурмані. Султан виплачував щорічну данину.
У квітні 1915 Алі Дінар оголосив про повну незалежність султанату, проте в травні 1916 його військо було розбите англійцями, а в листопаді 1916 він був убитий. Територія дарфурського султанату в 1916 приєднана до Англо-Єгипетського Судану.
У складі сучасного Судану територія колишнього дарфурського султанату увійшла до складу провінції Дарфур.

## Економічний устрій
Дарфурський султанат підтримував торговельні та культурні відносини з державами, як Вадаї, Канем-Борну, Сеннар, Єгипет.
Султани володіли монопольним правом работоргівлі, збирали податки з прибулих торговців та експортні мита з рабів, що продавалися в Єгипті. Деякі домашні раби зуміли зайняти важливі позиції при дворі султана, сформувавши шар нової еліти, що призвело до конфлікту з традиційною елітою народу фур.

## Населення
Етнічну основу султанату складав етнос фур. Крім того в Дарфурі жили інші представники групи ніло-сахарських народів: загава, масаліт, а також нащадки арабів, баггара, що арабською значить «пастухи корів».